# Dmitrij Arkadjew
Dmitrij Arkadjew (ros. Дмитрий Васильевич Аркадьев, ur. 6 lutego?/18 lutego 1900 w guberni riazańskiej, zm. 18 października 1954 w Moskwie) – funkcjonariusz NKWD, generał major.

## Życiorys
W młodości pracował na kolei, 1918 wstąpił do Czerwonej Gwardii, następnie w aparacie Czeki, OGPU i NKWD. Od 1919 w RKP(b), od 1934 pracownik Wydziału Transportu Głównego Zarządu Bezpieczeństwa Państwowego. 15 grudnia 1935 został kapitanem, a 27 grudnia 1941 majorem bezpieczeństwa państwowego. Od 9 sierpnia do 9 grudnia 1941 zastępca szefa Oddziału II Wydziału I Zarządu Transportowego NKWD, potem do 5 maja 1943 szef Oddziału I Wydziału I tego Zarządu. Od 11 sierpnia 1942 do 5 maja 1943 zastępca szefa Wydziału I Zarządu Transportowego NKWD, potem do 16 marca 1951 szef Wydziału Kolei i Transportu Wodnego NKWD/MWD ZSRR. Od 14 lutego 1943 komisarz bezpieczeństwa państwowego, a od 9 lipca 1945 generał major. Zwolniony do rezerwy z powodu choroby. 1953–1954 szef Wydziału Transportu w Ministerstwie Budownictwa Maszyn Średnich ZSRR. Pochowany na Cmentarzu Nowodziewiczym.

## Odznaczenia
- Order Lenina (dwukrotnie – 10 grudnia 1945 i 29 października 1949)
- Order Czerwonego Sztandaru (czterokrotnie – 3 listopada 1944, 24 sierpnia 1949, 30 stycznia 1951 i 4 stycznia 1954)
- Order Wojny Ojczyźnianej I klasy (24 lutego 1945)
- Order Wojny Ojczyźnianej II klasy (7 lipca 1944)
- Order Czerwonej Gwiazdy (trzykrotnie – 3 kwietnia 1942, 26 lipca 1942 i 8 marca 1944)
- Order „Znak Honoru” (18 stycznia 1942)
- Medal za Zwycięstwo nad Niemcami w Wielkiej Wojnie Ojczyźnianej 1941–1945
- Odznaka „Honorowy Funkcjonariusz Czeki/GPU (XV)” (20 grudnia 1932)
- Odznaka „Zasłużony Pracownik MWD” (2 listopada 1948)

I 7 medali.